# Arash (альбом)
Arash — дебютний альбом шведського співака іранського походження Араша. Був представлений в 2005 році.

## Список треків
- Tike Tike Kardi
- Yalla
- Boro Boro
- Ey yar begoo (з Ebi)
- Temptation (з Ребеккою)
- Arash (з Геленою Йосефссон)
- Bombay dreams (з Aneela та Ребеккою)
- Man O To
- Baskon (з Timbuktu)
- Music Is My Language (з DJ Aligator)
- Salamati
- Behnaz
- Boroboro (Bollywood Cafe Mix)
- Tike Tike kardi (Payami Lounge)

Pure Love (з Геленою)

## Чарти
| Чарт (2005)                        | Найвища позиція |
| ---------------------------------- | --------------- |
| Czech Albums (ČNS IFPI)            | 3               |
| Hungarian Albums (MAHASZ)          | 6               |
| Swedish Albums (Sverigetopplistan) | 17              |
| Swiss Albums (Swiss Hitparade)     | 36              |